# Mark Paston
Mark Nelson Paston (ur. 13 grudnia 1976 w Hastings w Nowej Zelandii) – nowozelandzki piłkarz, reprezentant kraju grający na pozycji bramkarza.

## Kariera piłkarska
Paston urodził się w Hastings, a swoją przygodę z futbolem rozpoczął w 1997 w klubie Napier City Rovers. Wraz z zespołem dwukrotnie sięgnął po mistrzostwo Nowej Zelandii w sezonach 1998 i 2000. Dwa razy zdobył także Chatham Cup w latach 2000 i 2002. Przez 6 lat gry w Napier wystąpił w 135 spotkaniach.
W 2003 wyjechał do Wielkiej Brytanii, gdzie dołączył do angielskiego Bradford City. Po roku pobytu w klubie przeniósł się do Walsall, w którym wystąpił w 9 spotkaniach. Sezon 2005/06 spędził w szkockim St. Johnstone.
W 2006 powrócił do ojczyzny i zagrał przez rok w New Zealand Knights. Od 2007 był zawodnikiem Wellington Phoenix. W zespole Phoenix zagrał 72 spotkania, a w 2013 zakończył karierę piłkarską.
| Sezon   | Klub                | Kraj          | Rozgrywki                          | Mecze | Bramki |
| ------- | ------------------- | ------------- | ---------------------------------- | ----- | ------ |
| 1997    | Napier City Rovers  | Nowa Zelandia | New Zealand National Soccer League |       |        |
| 1998    | Napier City Rovers  | Nowa Zelandia | New Zealand National Soccer League |       |        |
| 1999    | Napier City Rovers  | Nowa Zelandia | New Zealand National Soccer League |       |        |
| 2000    | Napier City Rovers  | Nowa Zelandia | New Zealand National Soccer League |       |        |
| 2001    | Napier City Rovers  | Nowa Zelandia | New Zealand National Soccer League |       |        |
| 2002    | Napier City Rovers  | Nowa Zelandia | New Zealand National Soccer League |       |        |
| 2003    | Napier City Rovers  | Nowa Zelandia | New Zealand National Soccer League |       |        |
| 2003/04 | Bradford City       | Anglia        | Division One                       | 13    | 0      |
| 2004/05 | Walsall             | Anglia        | League One                         | 9     | 0      |
| 2005/06 | St. Johnstone       | Szkocja       | Scottish Division One              | 2     | 0      |
| 2006/07 | New Zealand Knights | Nowa Zelandia | A-League                           | 10    | 0      |
| 2007/08 | Wellington Phoenix  | Nowa Zelandia | A-League                           | 1     | 0      |
| 2008/09 | Wellington Phoenix  | Nowa Zelandia | A-League                           | 9     | 0      |
| 2009/10 | Wellington Phoenix  | Nowa Zelandia | A-League                           | 13    | 0      |
| 2010/11 | Wellington Phoenix  | Nowa Zelandia | A-League                           | 15    | 0      |
| 2011/12 | Wellington Phoenix  | Nowa Zelandia | A-League                           | 12    | 0      |
| 2012/13 | Wellington Phoenix  | Nowa Zelandia | A-League                           | 20    | 0      |

## Kariera reprezentacyjna
Paston po raz pierwszy wystąpił w drużynie narodowej 21 września 1997 w przegranym 0:5 meczu z Indonezją. Uczestnik Pucharu Konfederacji 2003.
Rok później wziął udział w Pucharze Narodów Oceanii, podczas którego Nowa Zelandia zajęła 3. miejsce. Paston zagrał w czterech spotkaniach turnieju z Wyspami Salomona, Vanuatu, Tahiti i Fidżi. Cztery lata później reprezentacja Nowej Zelandii wygrała Puchar Oceanii.
Był także w kadrze na Puchar Konfederacji 2009, podczas którego był zawodnikiem rezerwowym.
Dzięki udanym eliminacjom Nowa Zelandia po raz drugi w historii zagrała na Mistrzostwach Świata. Podczas turnieju Paston zagrał w trzech meczach fazy grupowej przeciwko reprezentacjom Słowacji, Włoch oraz Paragwaju.
Ostatnim wielkim turniejem w jego przygodzie z reprezentacją był Puchar Narodów Oceanii 2012. Podczas pucharu w 2012 zagrał w jednym spotkaniu. Po raz ostatni w drużynie narodowej wystąpił 22 marca 2013 w meczu przeciwko Nowej Kaledonii, wygranym 2:1. Łącznie Mark Paston w latach 1997–2013 wystąpił w 36 spotkaniach reprezentacji Nowej Zelandii.
| Mecze i gole w reprezentacji | Mecze i gole w reprezentacji | Mecze i gole w reprezentacji | Mecze i gole w reprezentacji | Mecze i gole w reprezentacji | Mecze i gole w reprezentacji | Mecze i gole w reprezentacji |
| #                            | Data                         | Miasto                       | Przeciwnik                   | Gol                          | Wynik                        | Rozgrywki                    |
| ---------------------------- | ---------------------------- | ---------------------------- | ---------------------------- | ---------------------------- | ---------------------------- | ---------------------------- |
| 1.                           | 21.09.1997                   | Surabaja                     | Indonezja                    |                              | 0:5                          | towarzyski                   |
| 2.                           | 12.10.2003                   | Teheran                      | Iran                         |                              | 0:3                          | towarzyski                   |
| 3.                           | 29.05.2004                   | Adelajda                     | Australia                    |                              | 0:1                          | El. MŚ 2006                  |
| 4.                           | 02.06.2004                   | Adelajda                     | Wyspy Salomona               |                              | 3:0                          | Puchar Narodów Oceanii 2004  |
| 5.                           | 04.06.2004                   | Adelajda                     | Vanuatu                      |                              | 2:4                          | Puchar Narodów Oceanii 2004  |
| 6.                           | 06.06.2004                   | Adelajda                     | Tahiti                       |                              | 10:0                         | Puchar Narodów Oceanii 2004  |
| 7.                           | 09.06.2004                   | Adelajda                     | Fidżi                        |                              | 2:0                          | Puchar Narodów Oceanii 2004  |
| 8.                           | 09.06.2005                   | Londyn                       | Australia                    |                              | 0:1                          | towarzyski                   |
| 9.                           | 24.03.2007                   | San Juan                     | Kostaryka                    |                              | 0:4                          | towarzyski                   |
| 10.                          | 28.03.2007                   | Maracaibo                    | Wenezuela                    |                              | 0:5                          | towarzyski                   |
| 11.                          | 26.05.2007                   | Wrexham                      | Walia                        |                              | 2:2                          | towarzyski                   |
| 12.                          | 17.10.2007                   | Lautoka                      | Fidżi                        |                              | 2:0                          | Puchar Narodów Oceanii 2008  |
| 13.                          | 17.11.2007                   | Port Vila                    | Vanuatu                      |                              | 2:1                          | Puchar Narodów Oceanii 2008  |
| 14.                          | 21.11.2007                   | Wellington                   | Vanuatu                      |                              | 4:1                          | Puchar Narodów Oceanii 2008  |
| 15.                          | 10.09.2008                   | Auckland                     | Nowa Kaledonia               |                              | 3:0                          | Puchar Narodów Oceanii 2008  |
| 16.                          | 28.03.2009                   | Bangkok                      | Tajlandia                    |                              | 1:3                          | towarzyski                   |
| 17.                          | 03.06.2009                   | Dar es Salaam                | Tanzania                     |                              | 1:2                          | towarzyski                   |
| 18.                          | 09.09.2009                   | Amman                        | Jordania                     |                              | 3:1                          | towarzyski                   |
| 19.                          | 10.10.2009                   | Ar-Rifa                      | Bahamy                       |                              | 0:0                          | El. MŚ 2010                  |
| 20.                          | 14.11.2009                   | Wellington                   | Bahamy                       |                              | 1:0                          | El. MŚ 2010                  |
| 21.                          | 24.05.2010                   | Melbourne                    | Australia                    |                              | 1:2                          | towarzyski                   |
| 22.                          | 29.05.2010                   | Klagenfurt                   | Serbia                       |                              | 1:0                          | towarzyski                   |
| 23.                          | 04.06.2010                   | Maribor                      | Słowenia                     |                              | 1:3                          | towarzyski                   |
| 24.                          | 15.06.2010                   | Rustenburg                   | Słowacja                     |                              | 1:1                          | MŚ 2010                      |
| 25.                          | 20.06.2010                   | Nelspruit                    | Włochy                       |                              | 1:1                          | MŚ 2010                      |
| 26.                          | 24.06.2010                   | Polokwane                    | Paragwaj                     |                              | 0:0                          | MŚ 2010                      |
| 27.                          | 09.10.2010                   | Auckland                     | Honduras                     |                              | 1:1                          | towarzyski                   |
| 28.                          | 12.10.2010                   | Wellington                   | Paragwaj                     |                              | 0:2                          | towarzyski                   |
| 29.                          | 29.02.2012                   | Auckland                     | Jamajka                      |                              | 2:3                          | towarzyski                   |
| 30.                          | 23.05.2012                   | Houston                      | Salwador                     |                              | 2:2                          | towarzyski                   |
| 31.                          | 26.05.2012                   | Dallas                       | Honduras                     |                              | 1:0                          | towarzyski                   |
| 32.                          | 02.06.2012                   | Honiara                      | Fidżi                        |                              | 1:0                          | Puchar Narodów Oceanii 2012  |
| 33.                          | 07.09.2012                   | Nouméa                       | Nowa Kaledonia               |                              | 2:0                          | El. MŚ 2014                  |
| 34.                          | 11.09.2012                   | Auckland                     | Wyspy Salomona               |                              | 6:1                          | El. MŚ 2014                  |
| 35.                          | 14.11.2012                   | Szanghaj                     | Chiny                        |                              | 1:1                          | towarzyski                   |
| 36.                          | 22.03.2013                   | Dunedin                      | Nowa Kaledonia               |                              | 2:1                          | El. MŚ 2014                  |

## Sukcesy
Nowa Zelandia
- Puchar Narodów Oceanii (1): 2008 (1. miejsce)

Napier City Rovers
- Mistrzostwo Nowej Zelandii (2): 1998, 2000
- Chatham Cup (2): 2000, 2002